# Ádám Kósa
Ádám Kósa (ur. 1 lipca 1975 w Budapeszcie) – węgierski polityk i prawnik, poseł do Parlamentu Europejskiego VII, VIII i IX kadencji.

## Życiorys
Ukończył studia na Katolickim Uniwersytecie Pétera Pázmánya. Kształcił się także na Uniwersytecie Semmelweisa w Budapeszcie. Uzyskał doktorat w zakresie nauk prawnych. Od 2001 praktykował jako adwokat. Zaangażował się w działalność węgierskich organizacji i instytucji działających na rzecz osób niepełnosprawnych. W 2005 został przewodniczącym krajowego związku niesłyszących.
W wyborach europejskich w 2009 został wybrany do Parlamentu Europejskiego z ramienia partii Fidesz. Przystąpił do grupy Europejskiej Partii Ludowej, a także do Komisji Zatrudnienia i Spraw Socjalnych. W 2014 i 2019 z powodzeniem ubiegał się o europarlamentarną reelekcję.
Został pierwszym niesłyszącym posłem w Europarlamencie posługującym się językiem migowym.